# Корбьо, Жерар
Жерар Корбьо (фр. Gérard Corbiau; 19 сентября 1941) — бельгийский режиссёр телевидения и кино. Наиболее известен фильмами «Фаринелли-кастрат» и «Король танцует». Лауреат премии Золотой Глобус. Неоднократно номинировался на премию Оскар.

## Биография
Родился в Брюсселе 19 сентября 1941 года. Начал режиссерскую карьеру в 1968 в телекомпании RTBF, где создал более пятидесяти репортажей. С 1980 года начал создавать телефильмы о музыке, в рамках подразделения Musique-Opéra-Balle для телекомпании. За свою работу был дважды удостоен почётной теленаграды «Хрустальная антенна».
Полнометражным дебютом стал фильм «Учитель музыки» (1987), который был номинирован на «Оскар» за лучший фильм на иностранном языке. Всемирную известность получил в 1995 году за фильм «Фаринелли-кастрат». В 2000 году не меньшей популярности удостоился фильм «Король танцует». Удостоен высших наград Бельгии, «Ордена Короны»; и Франции, «Орден Искусств и литературы»

## Фильмография

### Кинематограф
- Учитель музыки[англ.] / Le Maître de musique (1988)
- Год пробуждения[фр.] / L’Année de l'éveil (1991)
- Фаринелли-кастрат / Farinelli (1994)
- Король танцует / Le roi danse (2000)
- Сен-Жермен или переговоры[фр.] / Saint-Germain ou la Négociation (2003)

### Телевидение
- Хроника сезона / Chronique d’une saison (документальный), 1982
- Король рекламы, 002 / The King of Ads 002, сегмент «Chanel No. 5: L’orchestre», 1993
- Версаль, визит / Versailles, la visite (документальный), 1999
- Огюстэн Дюмэ, Оставь след в сердце / Augustin Dumay, Laisser une trace dans le coeur, 2009
- Абдель-Рахман Эль-Баша: Фортепиано между Востоком и Западом / Abdel Rahman El Bacha: Un piano entre Orient et Occident (документальный), 2015

### Короткометражные
- Оттенки голоса / Les nuances de la voix, 2014

## Награды
| Фестиваль      | Год  | Фильм             | Награда                           | Итог      |
| -------------- | ---- | ----------------- | --------------------------------- | --------- |
| Оскар          | 1989 | Учитель музыки    | Лучший фильм на иностранном языке | Номинация |
| Золотой глобус | 1995 | Фаринелли-кастрат | Лучший фильм на иностранном языке | Награда   |
| Оскар          | 1995 | Фаринелли-кастрат | Лучший фильм на иностранном языке | Номинация |
| Сезар          | 1995 | Фаринелли-кастрат | Лучшие декорации, Лучший звук     | Награда   |
| Camerimage     | 2001 | Король танцует    | Лучшая операторская работа        | Награда   |